# Névjegykártya

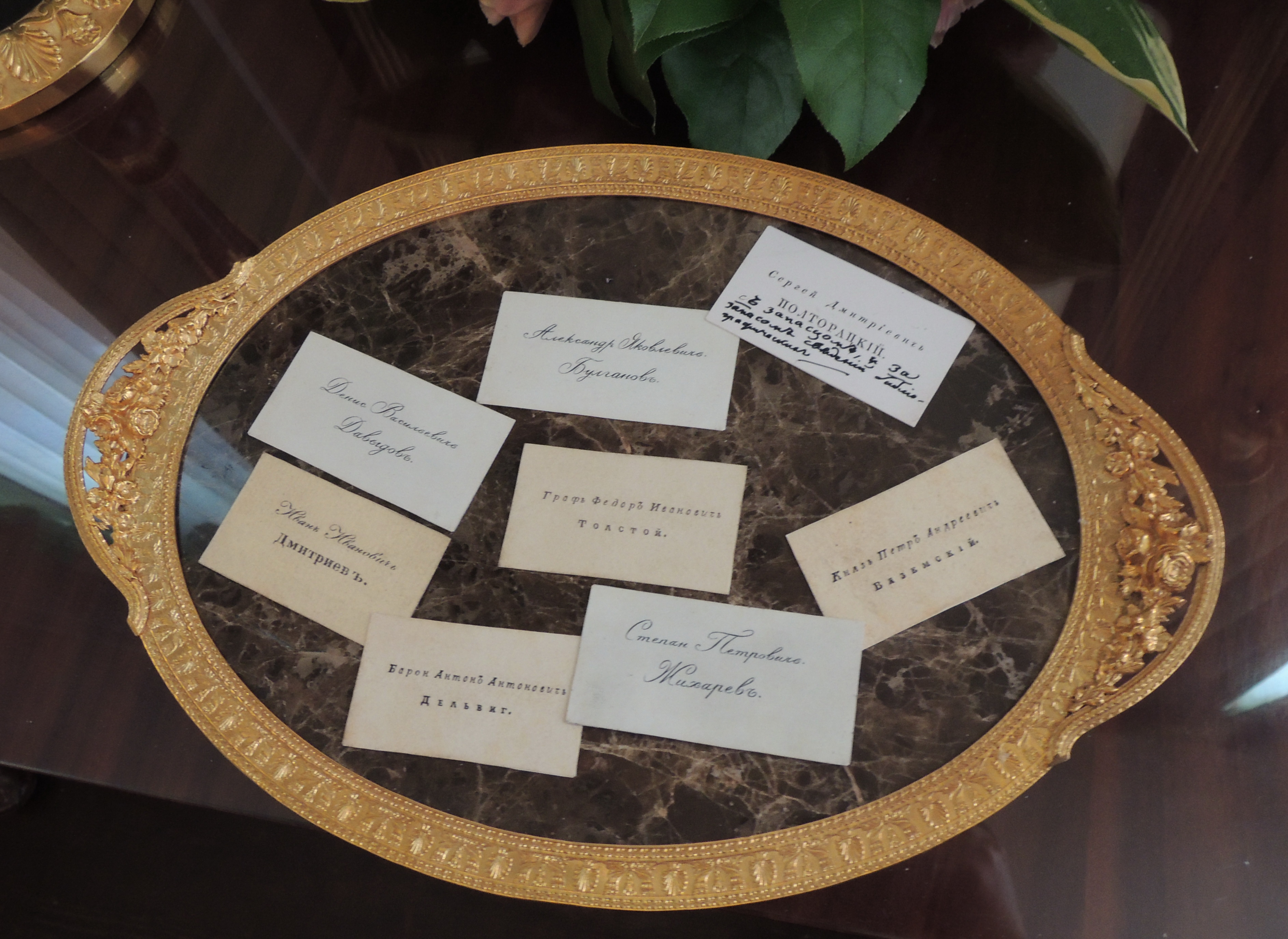
Orosz névjegykártyák

A névjegykártya személyes vagy üzleti kapcsolati információs kártyácska, mely a készítő adatait / elérhetőségeit tartalmazza. Lényeges arculati elem, amely hatékonyabbá és kényelmesebbé teszi a személy bemutatkozását is. Hagyományosan fehér lapon sötét betűkkel készülő névjegykártyákat részben felváltották a színben és formában különböző megjelenésű modern névjegykártyák, illetve az elektronikus névjegyek.

## Névjegykártyán szereplő adatok
A modern névjegykártyának elsősorban az üzleti világban, leginkább az első személyes kapcsolatfelvételkor van szerepe. A kártya az alábbiakat tartalmazza
Személyes adatok
- név és beosztás
- személyes elérhetőségek (cím, mobiltelefonszám, e-mail-cím, telefon- vagy faxszám, mellék száma)
- fénykép
- hivatkozások közösségi médiafelületekre (facebook, twitter, etc)
- idézet

A vállalkozás adatai
- megnevezés
- logó / szlogen
- székhely / telephely címe
- központi telefon, illetve faxszám, e-mail-cím
- weboldal elérhetősége

## A névjegykártya akkor[1]és most
A névjegykártya eredete a történelem homályába vész. Az első névjegykártyákat tulajdonították már az egyiptomi fáraóknak, illetve az ókori Kínának is. A ma ismert kártyák elődei a XV. században jelentek meg Kínában, illetve a XVII. század elején Franciaország, Anglia és Ausztria területén. Használatát a nemesség körében az etikett szabályozta.

### A modern névjegykártya
A névjegykártya és annak elődei közel négy évszázadon át szolgálták a kártyabirtokosokat, hogy megoszthassák elérhetőségeiket egymással. A névjegykártya manapság is a vállalkozások egyik elterjedten használt arculati eleme. Fontos hogy újszerű állapotban legyen – anyagát és feliratozás módját pedig úgy kell kiválasztani, hogy az leginkább megfeleljen ezen céloknak.

### XIX. század – Európa és Észak-Amerika
Névjegykártya vagy látogatókártya a 19. századi európai és amerikai felső-, illetve középosztálybeli hölgyek és urak életének elengedhetetlen kelléke volt.  Minden házban a bejáratnál állt egy asztalka ezüst kártyatálcával, íróeszközzel és apró papírlapokkal. Az így összegyűjtött lapok katalógusként tartalmazták azon látogatók nevét, akik már meglátogatták a házat és azon háztartások felsorolását, melyeket vissza kell látogatásra hívni. Az adott és az elfogadott kártyák bizonyították, hogy a ház eleget tett a társas érintkezést érintő kötelezettségeknek.
Megjelenik a calling card, melyet a hölgyek és urak az etikett szabályai szerint cserélhettek ki egymással.

### Az ipari forradalom kora
Míg az ipari forradalom idején a középosztály felemelkedésével egy időben csökkentek a társadalmi érintkezésre vonatkozó formalitások, addig a vállalkozók és vállalkozások száma folyamatosan növekedett. Egyre nagyobb volt az igény a kapcsolati információk gyors cseréjére is Ezen változások egyesítették a kereskedelmi és a látogató kártyákat. Tisztán olvasható betűk egy nehéz, fehér lapon – ez volt a modern névjegykártyák első változata. E kártyákat bemutatókon és kiállításokon osztogatták. De kiérdemelték vele a felső osztály tagjainak megvetését is, akik merev vonalat húztak a korabeli névjegykártyák (business card) és a látogató kártyák (visiting card) használta között.

### XVII. század – Anglia
Angliában elterjedtek a kereskedelmi kártyák, az úgynevezett tradecardok. A névjegykártyák elődei elsősorban hirdetéseket tartalmaztak. Korabeli reklámeszközként gyorsan elterjedt, és igen közkedvelt lett. Népszerűségét annak köszönhette, hogy ez idő tájt nem működött olyan jól kiépített sajtóhálózat, ahol az emberek rendszeresen hirdethették termékeiket szolgáltatásaikat. Az emberek a kártyákat nyilvános helyeken, piacokon osztogatták, rajta termékeikkel, szolgáltatásaikkal, címükkel. A legtöbb kereskedelmi kártya térképet is ábrázolt. Mivel Londonban nem szabályozták az utcák számozását sem, így nyújtottak útbaigazítást a leendő vevőknek.
A kereskedelmi kártyák legkorábbi változatai fametszetek voltak vagy magasnyomással készültek. Ezt a két módszert a 18. században a rézmetszés váltotta fel. A kártyák egészen a 19. századig egyszínűek voltak. 1830 körül a litográfia révén a többszínes kártyák terjedtek el Európában.

### XVII. század – Franciaország
Franciaországban a névjegyek elődeivel még kártyajátékokat játszottak. Ezekre a kártyákra a játékosok gyakran üzeneteket írtak, de váltóként is szolgálhattak. Egyetlen kikötés volt csupán, hogy a „Visite Biletes” mérete kisebb legyen, mint egy férfi tenyere. E látogatókártya feladata egyszerű volt: az arisztokrata házakban egy előkelő vendég érkezését jelezte.
Az első hivatalos névjegykártyák a Napkirály, XIV. Lajos udvarában tűntek fel és hamarosan az udvari etikett szerves részévé váltak. Felhasználásukat bonyolult szabályrendszer írta elő. A kártyákat a tulajdonosok címerekkel és díszes ábrákkal ékesíttették

### XV. század – Kína
A névjegykártyák eredete a XV. századi Kínáig biztosan visszavezethető. Az akkori látogatók e kártyákkal fejezték ki a látogatás béli szándékukat. A névjegyet akár a meglátogatni kívánt ház bejáratánál is hagyhatták, hogy a házigazda eldönthesse, megér-e neki a személyes találkozás.

## VCard – Virtuális névjegykártya
A VCard egy olyan számítógéppel vagy okostelefonnal kezelhető "elektronikus névjegykártya", aminek tartalmát a felhasználók egy kattintással felvehetik levelezőprogramjuk címlistájába vagy átvihetik olyan eszközökre, melyeken személyes adatokat/elérhetőségeket kezelnek. A VCard beágyazható HTML-kódba, mellékletként e-mailhez csatolható vagy akár QR-kódként is rendelkezésre állhat. A mobiltelefonok és a PDA-k is VCardot használnak a telefonkönyv bejegyzéseinek tárolására, illetve az információk eszközök közötti cseréjénél.

## Névjegykártya-tervezés
Ma számtalan ingyenes sablon és névjegykártya-készítő program áll a felhasználók rendelkezésére a számukra tetszetős forma kiválasztásához, elkészítéséhez. Az előre elkészített mintákat könnyen testre lehet szabni. Mégis érdemes olyan szakemberekhez fordulni, akik a tervezést és gyártást egy kézben fogják össze. Így elkerülhető számos hiba: nem jelennek meg kalapos betűk, rossz felbontású képek, aránytalan feliratok vagy rossz színek a névjegykártyákon.

## A névjegykártya mérete[2]
Magyarországon a névjegykártyák hagyományos mérete a 90x50 mm. Azonban sem a méretre, sem az anyagra, sem a formára nézve nem létezik sem hazai, sem általánosan elfogadott nemzetközi szabvány. Bár merev szabályrendszer nem határozza meg a kártyák formáját, mégis kialakult egy nagyjából egységes elrendezés. Ezek az alábbi változatokban fordulnak elő : 
- ca. 55 x 85 mm | Németország,Olaszország, Franciaország, Spanyolország, Svájc, Hollandia
- ca. 55 x 90 mm | Ausztrália, Svédország, Norvégia, Dánia
- ca. 55 x 91 mm | Japán
- ca. 54 x 90 mm | Hong Kong
- ca. 50 x 90 mm | Magyarország, Argentína, Finnország, Oroszország, Lengyelország, Románia,
- ca. 51 x 89 mm | USA, Anglia, Kanada

## A névjegykártya formátuma
A névjegykártya lehet álló vagy fekvő elrendezésű, egy-, illetve kétoldalas. Szabályos téglalap alakú vagy egyedi formára vágott.

## A névjegykártya anyaga

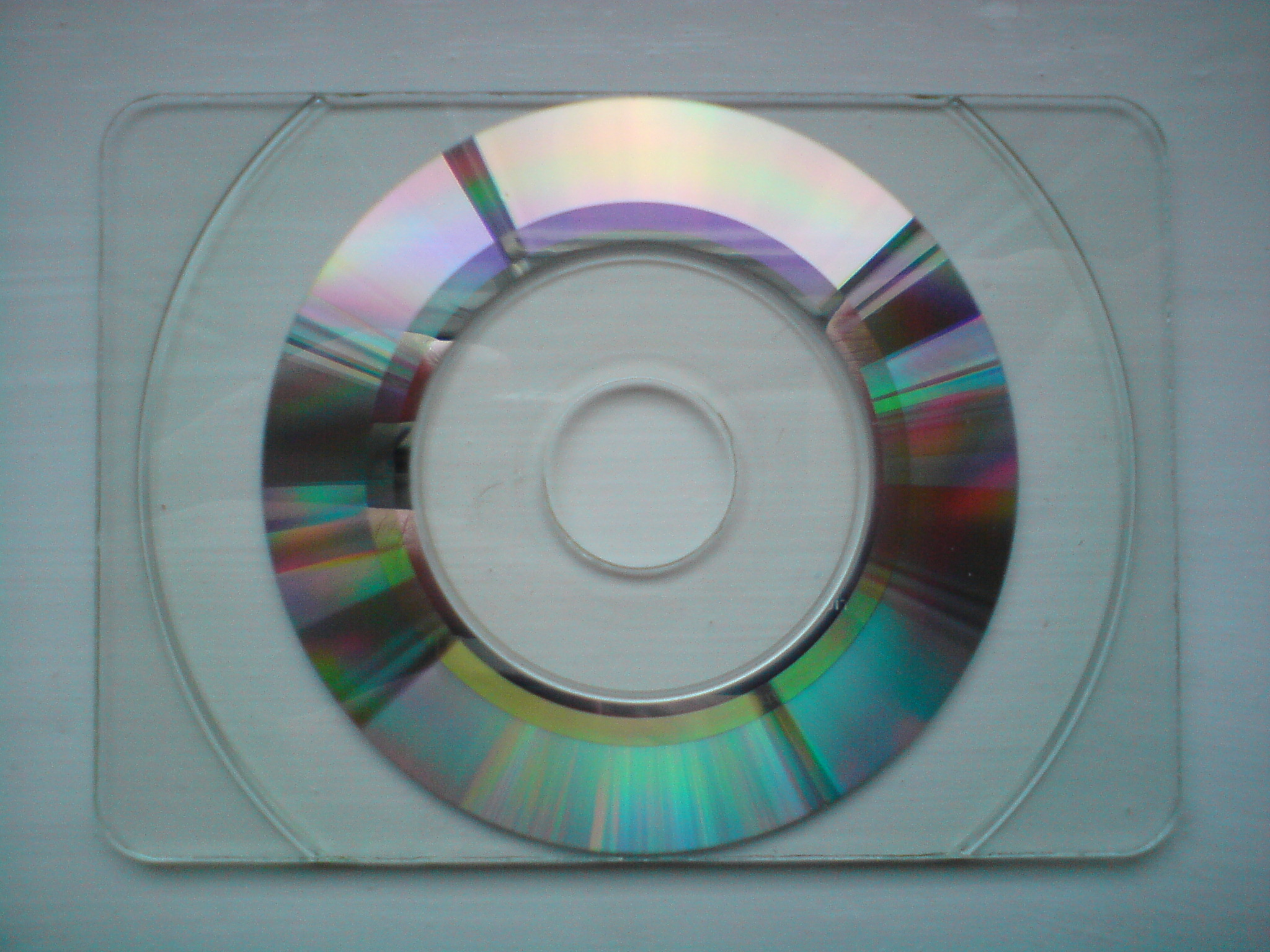
A névjegykártya méretű adathordozó nem terjedt el Magyarországon

A névjegykártya elterjedten félfényes műnyomó papírra (300 g) vagy kreatív kartonra készül. A technológia fejlődésével egyre több kreatív bemutatkozás lehetséges, a névjegykártya alapja a papír helyett lehet fém, műanyag lap, fa, bőr, gumi vagy akár kő is.
A 2000-es évek elején jelentek meg a névjegykártya méretű CD-k. Bár a névjegykártyákhoz képest valóban nagy mennyiségű információk tárolására voltak alkalmasak, használatuk mégsem volt egyszerű, az optikai meghajtókban pedig nem volt javasolt. A technikai eszközök és az eszközök közötti kommunikáció fejlődése kiszorította a névjegykártya formájú cd-ket.

## Névjegykártyanyomás/névjegykártya-nyomtatás
Míg az újkorban névjegykártyákat még rézmetszők készítették, ma már bárki tervezhet és / vagy készíthet névjegykártyát otthon – saját eszközökkel –, vagy megbízhat vele szakembert (reklámgrafikust, dekoratőrt, szitást) is. Ez leginkább a rendelkezésre álló eszközöktől és az elképzelésektől függ. A kártya készülhet ofszetnyomtatással nyomdákban, digitális nyomtatással gyorsnyomdákban, dekorstúdiókban vagy akár otthon is, illetve szitázással, égetéssel, "szárazbélyegzővel", gravírozással vagy a betűket, ábrákat kidomborító termonyomással is. A különböző technikák kombinálhatóak egymással. A névjegykártyagyártást a kötészeti munkák – a felületkezelés (UV-lakkozás, fóliázás) és a vágás (formára vágás, sarkok lekerekítése) – zárják.

## Meishi (名 刺?)
A japán névjegykártya a meishi (名 刺?). A meishi átadásának módja rituális és jóval szabályozottabb, mint a nyugati világban.
Maga a meishi megjelenése is kötött. A kártya tetején a vállalkozás neve áll. Ez a felirat a legnagyobb a lapon. Ezt a beosztás megnevezése, illetve a kártyabirtokos neve követi. Az információkat japán jelekkel nyomtatják az előlapra és latin karakterekkel a hátlapra. Minden fontos elérhetőségi adatot (vállalkozás címe, telefonszám, etc.) a rendelkezésre állás sorrendjében nyomtatnak a lapra.
A névjegykártya átadásakor a kártyát átadó személy a kártyát a két felső sarkánál fogja, úgy fordítva, hogy olvasható legyen a másik fél számára. Aki a meishit elfogadja, annak a kártya két alsó sarkát kell megfognia. Az ujjak nem takarhatják ki sem a nevet sem a kártyán lévő információkat. Ez udvariatlanságnak számít. A meishi átvétele után el kell olvasni a kártyát, s illő megjegyezni a kártyát átadó nevét és rangját. Az átvétel után az átvevőnek meg kell köszönni a névjegykártyát, majd „Choudai itashimasu”, illetve „choudai shimasu”, azaz „elfogadom a névjegykártyáját” kijelentéssel és meghajlással zárul a rituálé.
Meishit elegáns bőrtokban kell tartani, hogy ne melegedjen fel és nem használódjon el. Mindkettő eset a tiszteletlenség és meggondolatlanság jele. Az illető, aki a névjegykártyát kapja, nem írhat a kártyára és nem teheti zsebre sem azt. A meishit a bőrtok tetején kell tartani, amíg a tárgyalófelek el nem hagyják az asztalt. Amennyiben több személy tartózkodik a helyiségben, úgy a legmagasabb rangú személy kártyájának kell legfelül lennie, míg a többinek rangban lefelé haladva alatta helyezhetőek el.